# Severinia granulata
Severinia granulata är en bönsyrseart som beskrevs av Henri Saussure 1870. Severinia granulata ingår i släktet Severinia och familjen Mantidae. Inga underarter finns listade i Catalogue of Life.